# Esperamicine

Esperamicin A_{1}, ein Vertreter der Esperamicine

Die Esperamicine sind Naturstoffe mit einer Endiin- und einer Trisulfid-Teilstruktur.

## Vertreter
Die Esperamicine sind eine Gruppe strukturell eng verwandter Naturstoffe. Informationen zu einigen Vertretern sind in der folgenden Tabelle angegeben:
| Name            | Summenformel  | Molmasse        | CAS-Nummer  |
| --------------- | ------------- | --------------- | ----------- |
| Esperamicin A1  | C58H78N4O22S4 | 1325,5 g·mol−1  | 99674-26-7  |
| Esperamicin A1b | C59H80N4O22S4 | 1311,52 g·mol−1 | 88895-06-1  |
| Esperamicin A2  | C58H78N4O22S4 | 1325,5 g·mol−1  | 99674-27-8  |
| Esperamicin C   | C40H57N3O14S4 | 932,16 g·mol−1  | 107453-55-4 |

## Vorkommen
Esperamicine inklusive der Vertreter A1, A1b und A2 wurden aus dem Bakterium Actinomadura verrucospora isoliert.

## Biosynthese
Untersuchungen mit durch 13C-isotopenmarkiertem Acetat haben ergeben, dass der zentrale Teil von Esperamicin A1 mit der Endiin-Struktur bei der Biosynthese aus sieben Acetat-Molekülen entsteht. Mit 13C-markiertem Methionin konnte gezeigt werden, dass die O-Methylgruppen am Aromaten und die beiden S-Methylgruppen durch S-Adenosylmethionin eingebracht werden. Durch 34S-markiertes Sulfat konnte gezeigt werden, dass Sulfat ein geeigneter Vorläufer für alle vier Schwefelatome der Verbindung ist.

## Eigenschaften
Die Esperamicine sind Antitumor-Wirkstoffe und waren zum Zeitpunkt ihrer Erstbeschreibung 1987 die Verbindungen mit der stärksten bekannten Antitumor-Wirkung. Die Verbindungen können DNA-Stränge spalten und interagieren vermutlich mit der kleinen Furche der DNA. Esperamicin A1 verursacht typischerweise einen Einzelstrangbruch, während Esperamicin C typischerweise einen Doppelstrangbruch verursacht. Die DNA wird bevorzugt an einer Thymin-Base angegriffen und mit abnehmender Wahrscheinlichkeit an Cytosin, Adenin oder Guanin, was eine andere Reihenfolge ist als bei anderen Wirkstoffen (z. B. Calicheamicin).
Durch ein Reduktionsmittel (Thiole sind besonders effektiv) kommt es zu einer Umlagerung der Verbindung, wodurch ein Phenylen-Diradikal entsteht. Ein solches Radikal kann mit bis zu zwei Zuckergruppen der DNA reagieren und dabei jeweils einen Strangbruch verursachen. Die Fähigkeit eines Radikals, die DNA an zwei verschiedenen Stellen anzugreifen, ist ein wahrscheinlicher Grund für die Fähigkeit einiger Vertreter, Doppelstrangbrüche zu verursachen. Diese DNA-Schäden sind deutlich schwieriger zu reparieren als Einzelstrangbrüche, was wiederum ein möglicher Grund für die starke Cytotoxizität der Verbindungen ist.